# Toyota Wish
Le Wish est un monospace à 6 ou 7 places selon les versions, fabriquée par le constructeur automobile japonais Toyota.
Il en est actuellement à sa deuxième génération et réalise l'essentiel de sa carrière au Japon, est peu distribué dans le reste de l'Asie mais ne l'est pas du tout aux États-Unis ni en Europe.

## Première génération (2003 - 2009)
Le premier Wish sort en janvier 2003. Monospace plutôt traditionnel avec des portes latérales arrière à ouverture classique (et non coulissantes comme sur son frère le Isis), le premier Wish connait une très belle carrière au Japon[réf. nécessaire].
Deux moteurs essence sont proposés, un 1,8 litre et un 2 litres, le plus petit étant livrable en 4 roues motrices, avec une puissance alors ramenée de 132 à 125 ch.
Toyota tablait sur 7 000 ventes mensuelles au Japon. Elles atteindront les 13 000 la première année en 2003, et resteront encore au-dessus des 10 000 l'année suivante. En 2003, le Wish s'est placé à la cinquième place du marché japonais, toutes catégories confondues.[réf. nécessaire]

## Deuxième génération (2009 - 2017)
Un nouveau modèle, le Wish II apparaît en avril 2009 sur le marché japonais. 

Alors qu'au Japon Toyota visait 7 000 ventes mensuelles pour le premier Wish pour un résultat nettement plus élevé que prévu, le constructeur ne vise, avec cette deuxième mouture, que 6 000 clients par mois. La prévision s'avère plutôt pertinente puisque, finalement, les ventes moyennes s'établissent autour de 5 000 exemplaires par mois. Ce résultat demeure plutôt bon bien que très inférieur aux réalisations du modèle Wish I. Ce monospace de Toyota ne s'est ainsi classé que 19e au Japon en 2010
.